# Sherbournia hapalophylla
Espèce
Synonymes
- Amaralia hapalophylla (Wernham) Keay[1]
- Randia hapalophylla Wernham[1]
- Sherbournia hapalophylla subsp. hapalophylla[1]

S. hapalophylla est une liane à rameaux de la famille des Rubiacées et du genre Sherbournia. Également nommée Randia hapalophylla, l'espèce a deux sous-espèces S. hapalophylla subsp. hapalophylla et S. hapalophylla subsp. wernhamiana.

## Description
Les entrenœuds de la liane sont finement pubescents. Les feuilles elliptiques ont une taille de 8-13,5 mm x 19-24 mm et un pétiole pubescent. Le sommet du limbe est pointu et a une taille de 5-10 mm. Il a 8 à 12 paires de nervures secondaires avec des poils épars et des stipules ovales avec une taille de 4-6 mm x 10-17 mm. Tandis que la sous-espèce S. hapalophylla subsp. wernhamiana a de longs poils sur les nervures principales et secondaires à la partie inférieure du limbe, les poils S. hapalophylla subsp. hapalophylla sont presque absents.
L’inflorescence se montre avec 3 à 8 fleurs par nœud avec des pédoncules pubescentes. Le calice et la corolle sont pubescents. Les anthères sont glabres et de 10 mm longs. Le stigmate sillonné au bout du style est d’environ 10 mm. Les ovaires en dizaines sont sillonnés.
Les fruits côtelés sont globuleux à ellipsoïdes et d’une taille de 15-25 x 20-25 mm avec des poils fins.

## Distribution
S. hapalophylla se trouve dans les forêts primaires et dégradées dans les domaines de la Haute Guinée, de Basse Guinée et du Bassin du Congo. La présence de la sous-espèce S. hapalophylla subsp. wernhamiana se limite à la République du Congo et la République démocratique du Congo, S. hapalophylla subsp. hapalophylla se trouve au Nigeria, au Cameroun, au Gabon et en République du Congo.

## Liste des sous-espèces et variétés
Selon Catalogue of Life (15 août 2017) :
- sous-espèce Sherbournia hapalophylla subsp. hapalophylla
- sous-espèce Sherbournia hapalophylla subsp. wernhamiana (N.Hallé) Sonké & L.Pauwels

Selon World Checklist of Selected Plant Families (WCSP) (15 août 2017) :
- sous-espèce Sherbournia hapalophylla subsp. hapalophylla
- sous-espèce Sherbournia hapalophylla subsp. wernhamiana (N.Hallé) Sonké & L.Pauwels (2005)

Selon The Plant List (15 août 2017) :
- sous-espèce Sherbournia hapalophylla subsp. wernhamiana (N.Hallé) Sonké & L.Pauwels

Selon Tropicos (15 août 2017) (Attention liste brute contenant possiblement des synonymes) :
- sous-espèce Sherbournia hapalophylla subsp. hapalophylla
- sous-espèce Sherbournia hapalophylla subsp. wernhamiana (N. Hallé) Sonké & L. Pauwels
- variété Sherbournia hapalophylla var. henrihuana N. Hallé
- variété Sherbournia hapalophylla var. wernhamiana N. Hallé